# Tunggulwulung
Tunggulwulung is een bestuurslaag in het regentschap Malang van de provincie Oost-Java, Indonesië. Tunggulwulung telt 6836 inwoners (volkstelling 2010).